# Nicolas Lebourg
Nicolas Lebourg (1974) és un historiador francès, considerat un especialista en l'estudi dels moviments d'extrema dreta a Europa.

## Biografia
Nascut el 1974, va estudiar sociologia en la Universitat d' Aix-Marseille i història a la Universitat de Perpinyà; màster amb una dissertació sobre François Duprat es va doctorar en història contemporània en 2005 amb una tesi sobre el nacionalisme revolucionari.
Entre 2015 i 2017, va ser un research fellow en el programa de «Història del feixisme a Europa i Euràsia» de la Universitat George Washington, sota la supervisió de la historiadora francesa Marlène Laruelle. En el curs 2017-2018, va ser investigador en el grup d'estudi «L'extrema dreta a Europa i el rol i influència de Rússia» per al Carnegie Council for Ethics in International Affairs.
Lebourg també col·labora escrivint anàlisis polítiques d'actualitat en mitjans com Slate, Mediapart i Libération, a més del seu web tempspresents.

## Publicacions
- Le Monde vu de la plus extrême droite. Du fascisme au nationalisme-révolutionnaire, Presses universitaires de Perpignan, 2010.
- François Duprat, L’homme qui inventa le Front national (amb Joseph Beauregard), Denoël, 2012.
- Dans l’Ombre des Le Pen. Une histoire des n°2 du Front National (amb Joseph Beauregard), Nouveau Monde, 2012.
- Mort aux bolchos Un siècle d’affiches anticommunistes, Les Échappés, 2012.
- Perpignan, une ville avant le Front national (amb Jérôme Fourquet and Sylvain Manternach), Fondation Jean Jaurès, 2014.
- Aux Racines du FN. L’Histoire du mouvement Ordre Nouveau (prefaci de Jean-Yves Camus, amb Jonathan Preda i Joseph Beauregard), Fondation Jean Jaurès, 2014.
- Rivesaltes, Le Camp de la France de 1939 à nos jours (prefaci de Philippe Joutard, with Abderahmen Moumen), Trabucaire, 2015.
- Mutations et diffusions de l’altérophobie. De « l’inégalité des races » aux concurrences identitaires (amb Stéphane François), Presses universitaires de Valenciennes, 2016.
- Lettre aux Français qui croient que 5 ans d'extrême droite remettraient la France debout, Les Échappés, 2016. ISBN 978-2357661240
- La Nouvelle Guerre d’Algérie n’aura pas lieu (with Jérôme Fourquet), Fondation Jean Jaurès, 2017.
- Les Droites extrêmes en Europe (with Jean-Yves Camus), Paris, Le Seuil, 2015
- La Violence des marges politiques des années 1980 à nos jours (amb Isabelle Sommier), Reveneuve, 2018.
- Les nazis ont-ils survécu ? Enquête sur les internationales fascistes et les croisés de la race blanche, Le Seuil, 2019. ISBN 978-2021413717